# Paweł Andrzej Mazurkiewicz
Paweł Andrzej Mazurkiewicz (* 18. Juli 1976 in Warschau) ist ein polnischer Pianist und derzeit Dozent an der Hochschule der Künste Bern (HKB), Schweiz.

## Biografie
Paweł Andrzej Mazurkiewicz begann als Neunjähriger mit dem Musikunterricht (Akkordeon) und wechselte im Alter von 16 Jahren zum Klavier. Nach dem Besuch des Karol-Szymanowski-Musikgymnasiums in Warschau studierte er in der Klasse von Jan Ekier und Bronisława Kawalla an der Warschauer Fryderyk-Chopin-Universität für Musik, die er 2000 als Master of Arts mit Auszeichnung abschloss. 2004 erwarb er an der Hochschule der Künste Bern nach dem Studium bei Tomasz Herbut das Solistendiplom (Specialized Master of Arts), ebenfalls mit Auszeichnung, und gewann für die höchste Benotung der Abschlusskonzerte den Tschumi-Preis. 2004–2005 studierte er an der Hochschule Musik und Theater Zürich Kammermusik bei Eckart Heiligers und Liedgestaltung bei Hartmut Höll.
Seit 2011 ist Paweł Mazurkiewicz Dozent für Klavier MA Pedagogy (Vermittlung) an der Hochschule der Künste Bern. Im dortigen Opernstudio wirkt er zudem als Korrepetitor.
Paweł Mazurkiewicz ist Preisträger zahlreicher Klavierwettbewerbe. 2003 gewann er den „Prix Credit Suisse Jeunes Solistes“ (Schweiz), was ihm im gleichen Jahr einen Auftritt am Lucerne Festival ermöglichte. 2010 gewann er den 1. Preis und den Jury-Spezialpreis am internationalen Musikwettbewerb „Cho-Ko-Chai“ in Tokio. Auch an verschiedenen Schweizer Wettbewerben wurde er ausgezeichnet, beispielsweise mit dem „Geraldine Whittaker Preis“ (2006).
Bis heute hat Paweł Mazurkiewicz auf drei Kontinenten (Europa, Amerika, Asien) gespielt und an zahlreichen internationalen Musikfestivals teilgenommen, darunter in Bern, Davos, Luzern, Los Angeles, Berlin und Warschau. In der Schweiz ist er unter anderem in Luzern im Kultur- und Kongresszentrum KKL, in Zürich in der Tonhalle und in Bern im Kultur Casino sowie im Zentrum Paul Klee aufgetreten, zusammen mit verschiedenen Ensembles, wie beispielsweise dem Berner Symphonieorchester, dem Berner Kammerorchester, dem Neuen Zürcher Orchester, dem Orchestra da Camera di Lugano und dem Orchestre de Chambre Romand de Berne. Zu seinen Kammermusikpartnern zählen Geiger wie Alexandre Dubach, Bartek Nizioł, Romain Hürzeler, Monika Urbaniak Lisik und Ulrich Poschner, der Cellist Andreas Graf, der Flötist Daniel Lappert, der Bariton Claudio Danuser, die Sopranistin Clara Meloni sowie die Mezzosopranistinnen Christiane Boesiger und Rie Horiguchi.
Seine Auftritte wurden mehrmals im polnischen und Schweizer Radio wie auch im polnischen, französischen und japanischen Fernsehen übertragen. Er hat eine Solo-CD (DRS) eingespielt und zusammen mit Bartek Nizioł zwei Kammermusik-CDs für DUX. Beide CDs wurden mit dem Musikpreis Fryderyk (2005 und 2012) ausgezeichnet.
Neben seiner Tätigkeit als klassischer Pianist befasst sich Paweł Mazurkiewicz in jüngster Zeit vermehrt auch mit Crossover-Projekten, in denen er Klassik mit Volksmusik oder Jazz verbindet. Darüber hinaus widmet er sich zunehmend der Komposition eigener Musik.

## Auszeichnungen
- 1. Preis, internationaler „Konzerteum“-Klavierwettbewerb, Markopoulo, Griechenland, 1996
- 1. Preis, nationaler „Chopin-Wettbewerb“, Warschau, 1997
- 1. Preis, internationaler „Szymanowski-Klavierwettbewerb“, Łódź, 2001
- 1. Preis, „Prix Credit Suisse Jeunes Solistes“ Internationaler Wettbewerb, Schweiz, 2003
- 1. Preis, „Cho-Ko-Chai“ Internationaler Wettbewerb, Tokio, 2010

Zusammen mit Bartek Nizioł wurde Paweł Mazurkiewicz 2006 mit dem Fryderyk, einer Ehrung der polnischen Phonographischen Gesellschaft, für die Aufnahme von Grażyna Bacewicz’ Stücken für Klavier und Violine ausgezeichnet.

## Diskographie
- Solo Album, Live at Lucerne Festival. Schweizer Radio DRS, 2003.
- Karol Lipiński: Werke für Violine und Klavier. DUX.
- Grażyna Bacewicz, Paweł Andrzej Mazurkiewicz und Bartek Nizioł: Werke für Violine und Klavier. DUX, 2005.